# 1.ᵉʳ Batallón Aéreo de Reemplazo
El 1.er Batallón Aéreo de Reemplazo (1. Flieger-Ersatz-Abteilung) fue una unidad de la Luftwaffe de la Alemania nazi.

## Historia
Fue formado en agosto de 1935 en Neukuhren. El 1 de octubre de 1935 es renombrado como 11.º Batallón Aéreo de Reemplazo.